# (169) Zelia
(169) Zelia es un asteroide perteneciente al cinturón de asteroides descubierto por Prosper Mathieu Henry desde el observatorio de París, Francia, el 28 de septiembre de 1876. Está nombrado en honor de una sobrina de Camille Flammarion.

## Características orbitales
Zelia orbita a una distancia media del Sol de 2,358 ua, pudiendo alejarse hasta 2,667 ua y acercarse hasta 2,049 ua. Su inclinación orbital es 5,5° y la excentricidad 0,131. Emplea 1322 días en completar una órbita alrededor del Sol.